# Rosario Marciano
Rosario Marciano (nació el 5 de julio de 1940 en Caracas, Venezuela, murió el 4 de septiembre de 1998) fue una pianista clásica, musicóloga y profesora, fundadora del Museo del Teclado.

## Vida y carrera
Rosario Marciano fue una artista que combinó la interpretación del piano y la enseñanza. Dio su primer recital a la edad de seis años y su primer concierto con una orquesta a los nueve.
Fue una de las primeras pianistas en grabar en pianos históricos (fortepianos), grabando un recital de Franz Schubert a principios de la década de 1970. Su extensa discografía incluye grabaciones de obras interpretadas por mujeres que en general eran bastante desconocidas, incluyendo al Concertstück de Cécile Chaminade para piano y orquesta, Op. 40, la balada para piano y orquesta de Germaine Tailleferre, así como obras de Agathe Backer-Grøndahl, Amy Beach, Teresa Carreño, Clara Schumann e Ingeborg von Bronsart, la princesa Anna Amalia de Prusia y de Maria Agata Szymanowska.
También apoyó la música de piano de sus compatriotas, grabando una serie completa de antologías. En Caracas fundó el Museo del Teclado suministrando su colección de instrumentos históricos de piano. En 1973, logró que se impartieran lecciones de música obligatoria para los alumnos de las escuelas venezolanas.
Escribió una biografía de la pianista y compositora venezolana Teresa Carreño (1853-1917), y editó ediciones contemporáneas de su música. Fue galardonada con el premio Theodor Korner por sus becas a mujeres compositoras. Desde 1994 hasta 1998 fue profesora de piano en la Universidad de Música y Artes Escénicas en Viena, Austria.
Es conmemorada por el Concurso Rosario Marciano, otorgado por la Vienna International Pianists, en cooperación con VenKultur, la Asociación Venezolana de Cultura de Austria.